# Mkhitar d'Ani
Mkhitar (ou Mekhitar) d'Ani ou Anetsi (en arménien Մխիթար Անեցի) est un historien arménien de la seconde moitié du XIIe - début du XIIIe siècle. Il fait ses études au monastère de Horomos, près d'Ani.
Mkhitar est l'auteur d'une Histoire universelle, dont seule subsiste une version incomplète. Il y répète en partie la Chronique universelle de Samuel d'Ani.